# 密率

分数によるπの近似値。

密率とは、五世紀に中国の数学者である祖沖之によって発見された、円周率πの近似値。劉徽による円を近似する正多角形の面積の求め方に基づいて、祖沖之は、πは3.1415926と3.1415927の間にあると推定した。二つの数の近似値をそれぞれ{\displaystyle {\tfrac {22}{7}}}、{\displaystyle {\tfrac {355}{113}}}とし、それぞれを約率とした。
{\displaystyle {\tfrac {355}{113}}}は、分母が四桁以下の分数で最もπに近い値であり、小数第六位までπと等しいものになっていて、πとの誤差がおよそ0.000009%以下に留まっている。

## 引用
1. ↑  Martzloff, Jean-Claude (2024-4-17). https://archive.org/details/historychinesema00mart_058. Springer. ISBN 9783540337829